# 安倍健治
あべ けんじ（1978年7月5日 - ）は、日本のプロレスラー、政治家。山梨県甲斐市議会議員（1期）。
本名は安倍 健治（読みは同じ）。神奈川県茅ヶ崎市出身。家族は妻と娘。私生活では、2007年、一般女性と結婚。1女をもうけるが、2014年に離婚。2020年、一般女性と再婚し、1女をもうける。

## 経歴
10代のころから鶴見五郎スポーツジムでランカシャーレスリングを学びプロデビュー。
2000年12月24日、CMAプロレス・東京国際フォーラム大会でのUMA帝国軍提督バッファルー戦でデビュー。
2010年6月3日、DDTプロレスリング新木場大会終了後高木三四郎にKO-Dタッグ王座に挑戦を直訴。廃墟プロレスの提案をして高木も、これを承諾。7月30日、廃墟プロレスを開催。KO-Dタッグ選手権試合として王者の高木、澤宗紀に加えて現王者HARASHIMA、松本浩代組と対戦。パートナーは吉田充宏。
2016年に戸田秀雄とともにちがさきプロレスを旗揚げ。第8回大会よりディアブロと反茅ヶ崎同盟を結成し、伊藤崇文＆飯塚優組よりツインウェーブタッグ選手権を奪取。
2018年6月24日、湘南スタジオでの伊藤崇文&ボンバー力抜岩戦で陥落。その後、シアタープロレス花鳥風月所属選手となった。
2018年12月、プロレスデビューした元光GENJI・大沢樹生のスパーリングパートナーを務める。
2019年5月、茅ヶ崎市内のショッピングセンターの駐車場にて自らの運転する自動車の前に割り込まれた事に腹を立て、一般男性に暴行した事で神奈川県警に逮捕される。
2021年11月7日、東京・王子BASEMENT MONSTARにて阿部史典とプロレス界あべ最強決定戦が行われた。
その後、山梨県甲斐市に移住、花鳥風月が経営する「やぎ王国」、飲食店「花鳥風月FIGHTING ISLAND」の店長就任。
2022年4月24日開票の山梨県甲斐市議会議員選挙に出馬し、当選を果たした。６月、花鳥風月並びに店長業の契約を終了した。
9月18日、ブルアーマーリングサービスに入団したことを発表した。

## 得意技
- バックドロップ
- テキサスクローバーホールド
- アベケン式外道クラッチ